# Edward Hutchinson

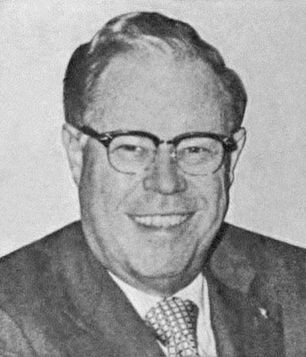
Edward Hutchinson (1973)

J. Edward Hutchinson (* 13. Oktober 1914 in Fennville, Allegan County, Michigan; † 22. Juli 1985 in Naples, Florida) war ein US-amerikanischer Politiker. Zwischen 1963 und 1977 vertrat er den Bundesstaat Michigan im US-Repräsentantenhaus.

## Werdegang
Edward Hutchinson besuchte bis 1932 die Fennville High School. Danach studierte er bis 1936 an der University of Michigan in Ann Arbor. Nach einem anschließenden Jurastudium an der gleichen Universität und seiner im Jahr 1938 erfolgten Zulassung als Rechtsanwalt begann er in Allegan in seinem neuen Beruf zu arbeiten. Während des Zweiten Weltkrieges diente er zwischen 1941 und 1946 in der US Army. Dort stieg er bis zum Hauptmann einer Transporteinheit auf.
Nach dem Krieg begann Hutchinson als Mitglied der Republikanischen Partei eine politische Laufbahn. In den Jahren 1946 und 1948 wurde er in das Repräsentantenhaus von Michigan gewählt. Zwischen 1951 und 1960 gehörte er dem Staatssenat an. Im Jahr 1948 war er Delegierter zur Republican National Convention in Philadelphia, auf der Thomas E. Dewey zum zweiten Mal als Präsidentschaftskandidat nominiert wurde. Im April 1952 fungierte Hutchinson als Vorsitzender des regionalen republikanischen Parteitages in Michigan. In den Jahren 1961 und 1962 war er Mitglied und Vizepräsident einer Versammlung zur Überarbeitung der Staatsverfassung von Michigan.
Bei den Kongresswahlen des Jahres 1962 wurde Hutchinson im vierten Wahlbezirk von Michigan in das US-Repräsentantenhaus in Washington, D.C. gewählt, wo er am 3. Januar 1963 die Nachfolge von Clare Hoffman antrat. Nach sechs Wiederwahlen konnte er bis zum 3. Januar 1977 sieben Legislaturperioden im Kongress absolvieren. In diese Zeit fielen unter anderem der Vietnamkrieg und die Watergate-Affäre. In dieser Angelegenheit stand Hutchinson lange hinter Präsident Richard Nixon. Als dessen Lage aber aussichtslos wurde, stimmte auch Hutchinson, der damals Mitglied im Justizausschuss war, für eine mögliche Amtsenthebung, wobei er Nixon aber den Rücktritt nahelegte, den dieser im August 1974 auch vollzog. Während Hutchinsons Zeit im Kongress wurden dort der 24., der 25. und der 26. Verfassungszusatz verabschiedet.
Im Jahr 1976 verzichtete Edward Hutchinson auf eine weitere Kongresskandidatur. Nach seinem Ausscheiden aus dem US-Repräsentantenhaus zog er sich in seinen Ruhestand zurück. Er starb am 22. Juli 1985 in Naples und wurde in seinem Geburtsort Fennville beigesetzt.